# Трансформери: Час звіроботів
«Трансформери: Час звіроботів» (англ. Transformers: Rise of the Beasts) — американський науково-фантастичний бойовик режисера Стівена Кейпла-молодшого, оснований на лінії іграшок «Трансформери». Автором сценарію виступив Джобі Харольд, а також Дарнелл Метайер і Джош Пітерс. Картина є прямим сиквелом стрічки «Бамблбі» (2018) і сьомим фільмом серії фільмів про трансформерів після «Бамблбі». Головні ролі виконали: Домінік Фішбек, Ентоні Рамос і Лорен Велес.
Успіх стрічки «Бамблбі» підштовхнув команду творців до розробки продовження. Виробництво шести попередніх фільмів коштувало $1,1 млрд. Сумарні касові збори суттєво перевищили бюджет та склали $4,9 млрд. Режисерське крісло посів Стівен Кейпл мол. Він вперше доєднався до команди творців «Трансформерів». У основу сюжету покладено мультсеріал «Трансформери: Війни звіроботів», що транслювався на телебаченні починаючи з 1996 року. Він став першим мультсеріалом про трансформерів, намальованим у 3D. Художник-постановник серіалу отримав у 1997 році премію «Еммі» за свою роботу.
Прем'єра фільму відбулася 23 травня 2023 року в Marina Bay Sands.

## Сюжет
У давнину рідний світ максималів, раси трансформерів, здатних перетворюватися на звірів, зазнав атаки темного бога-робота, що поїдає планети, Юнікрона. Його вісники, комахоподібні тероркони та армія скорпіонів-предаконів на чолі зі Скорджем, прагнули отримати для свого господаря найдосконалішу технологію максималів — Транспросторовий ключ, здатний відкривати портали крізь простір та час. Лідер максималів Ейплінк пожертвував собою, щоб дозволити іншим максималам втекти з планети, перш ніж Юнікрон пожере її. Перейшовши під командування Оптимуса Праймала, максимали використали ключ, щоб утекти на Землю та сховати ключ там.
У 1994 році в Брукліні колишній військовий експерт з електроніки Ноа Діас щосили намагається знайти роботу, аби мати змогу оплачувати рахунки за лікування свого меншого брата. Після чергової невдалої спроби, його друг переконує вкрасти автомобіль Porsche 911 для продажу, що виявляється замаскованим автоботом Міражем. В той час у музеї стажер Єлена Воллес вивчає стародавню статую сокола з Нубії та випадково руйнує її. Всередині вона знаходить половину Транспросторового ключа. Ключ вивільняє імпульс енергії, який помічає Оптімус Прайм. Він викликає інших автоботів та хоче знайти другу частину ключа, щоб за допомогою нього повернутися до свого рідного світу, Кібертрона. З Міражем зв'язуються під час спроби Ноа вкрасти машину. Так хлопець дізнається про існування автоботів та погоджується взяти участь в їхній місії з викрадення ключа.
В коридорі музею Ноа зіштовхується з Єленою, але їх розмову перериває напад терорконів, які також прибули на Землю за ключем. Під час битви біля музею Скордж деактивує Бамблбі і краде половину ключа до того, як прибуде максималка Ейрейзор на допомогу. Ейрейзор пояснює автоботам, що максимали переховуються на Землі вже тисячі років, і розділили ключ надвоє, щоб він не потрапив до рук Юнікрона. Попри небезпеку, Оптимус Прайм наполягає на тому, щоб ключ був зібраний заново і, щоб автоботи могли використати його для повернення додому.
Дослідження Єлени дозволяють їй зробити висновок, що друга половина ключа міститься в прихованому храмі в Перу. Група вирушає туди на бору старого вантажного літака, автобота Стратосфери. У Перу вони зустрічаються з місцевим автоботом Вілджеком, який веде їх до храму, але незабаром виявляється, що іншої половини ключа там немає. Тероркони атакують знову і битва закінчується тим, що Скордж заражає Ейрейзор темною енергією Юнікрона. Згодом автоботи зустрічають Оптимуса Праймала та інших максималів. Вони пояснюють, що перемістили другу половину ключа, довіривши його племені, з яким вони співпрацювали протягом тисячоліть. Енергія Юнікрона призводить до божевілля Ейрейзор, тому Праймал змушений убити її. У хаосі Ноа намагається знищити другу половину ключа, але Оптимус переконує не робити цього. Та натомість його вкрадає Скордж, який потім збирає дві половини на вершині вулкана, зводячи вежу та відкриваючи портал над Землею, через який незабаром прибуде Юнікрон.
Бачачи, до чого привели їхні корисливі мотиви, Оптимус Прайм та Ноа погоджуються працювати разом, аби перемогти сили зла. Поки автоботи та максимали б'ються з тероконами та предаконами, Ноа та Єлена підкрадаються ближче до ключа, плануючи деактивувати його за допомогою коду доступу, який виявила Єлена. Під час битви, захищаючи Ноа, Міраж зазнає тяжкого поранення від Скорджа. Він перетворює своє пошкоджене тіло на екзокостюм з підсилювачем для Ноа, щоб вони могли битися разом. Енергетичний імпульс, що вивільняється ключем, активує сховище енергону під долиною, де містився Бамблбі. Енергон наповнює його деактивоване тіло і повертає до життя. Відродження Бамблбі змінює перебіг битви. Оптимус Прайм вбиває Скорджа, але той пошкоджує консоль керування, щоб запобігти її вимиканню. Готовий пожертвувати собою, Прайм знищує ключ і згортає портал, але Ноа і Праймал рятують його від засмоктування в виниклий вихор, що вибухає.
Після битви Єлена отримує визнання за відкриття храму в Перу, тоді як Ноа проходить співбесіду на посаду охоронця, але виявляє, що насправді його запрошують приєднатися до таємної урядової організації G.I.Joe.
У сцені в середині титрів Ною вдається відремонтувати Міража, використовуючи непотрібні запчастини Porsche його друга Ріка, який дізнається, що машина — трансформер.

## Акторський склад

### Люди
- Ентоні Рамос — Ноа Діас
- Домінік Фішбек[en] — Єлена Воллес
- Лорен Велес — мати Ноа

### Трансформери
- Пітер Каллен — Оптимус Прайм
- Рон Перлман — Оптимус Праймал
- Пітер Дінклейдж — Скордж
- Піт Девідсон — Міраж
- Ліза Коші — Арсі
- Джон ДіМаджіо — Стратосфера
- Мішель Єо — Ейрейзор
- Колман Домінго — Юнікорн
- Крісто Фернандес — Вілджек

## Виробництво

### Розробка
У грудні 2018 року, коли його запитали про майбутнє франшизи «Трансформери», продюсер Лоренцо ді Бонавентура заявив, що буде знятий «ще один великий фільм про Трансформерів», і що він буде «відрізнятися від тих, що ми робили раніше». Він описав цей процес як більше схожий на «еволюцію», сказавши: «У нас більше свободи, ніж, мабуть, ми спочатку думали в плані того, що ми можемо робити». Після успіху «Бамблби» він заявив, що в тон і стиль франшизи будуть внесені деякі зміни.
У січні 2020 року Paramount, як повідомляється, працювала над двома різними фільмами «Трансформери», один з яких очолював сценарист «Загадкового вбивства» Джеймс Вандербільт, а інший-сценарист «Армії мерців» Джобі Гарольд. 16 листопада 2020 року Стівен Кейпл-молодший був найнятий для постановки сценарію Гарольда. 17 січня 2021 року Патрік Татопулос був найнятий художником-постановником. 21 лютого 2021 року було оголошено, що фільм виходить під робочою назвою «Трансформери: Альянс звірів».

### Кастинг
У квітні 2021 року на головну роль у фільмі був обраний Ентоні Рамос. Пізніше того ж місяця Домінік Фішбек була обрана на головну роль замість Рамоса. Також з'ясувалося, що Дарнелл Метаєр і Джош Пітерс були найняті, щоб переписати сценарій Гарольда. У червні 2021 року актриса Лорен Велес розповіла журналу Comic Book Movie, що у неї є роль в сиквелі.

### Фільмування
Основне знімання стартувало 7 червня 2021 року в Лос-Анджелесі, штат Каліфорнія. Знімання також відбувалося у таких частинах Перу, як Мачу-Пікчу, Куско, Тарапото та Сан-Мартін, Монреаль, Нью-Мексико, Ісландія та Бруклін. 20 жовтня було повідомлено про офіційне завершення зйомок.

## Реліз
Фільм вийшов на Paramount Pictures у США 9 червня 2023 року. Попередня запланована дата була 24 червня 2022 року.
В Україні прем'єра відбулася 8 червня.

## Сприйняття
Фільм отримав 53 % схвальних рецензій критиків на Rotten Tomatoes, але 91 % схвалення від широкої авдиторії. На Metacritic він має «змішані чи посередні оцінки» з середнім балом 42/100.
На думку Ерика Франциско з Inverse, «Трансформери: Час звіроботів» засвідчує, що франшиза вироджується. Фільму бракує як максималістського підходу Майкла Бея, так і зворушливості «Бамблбі». Він надто мало пояснює передісторію максималів, хоча намагається вхопити стиль 90-х. Робота з камерою чистіша та складніша, ніж у попередньому фільмі, проте не така карколомна, як у фільмах Майкла Бея. А зображення афро-латиноамериканських спільнот Нью-Йорка надто поверхневе і тому невиправдане. Тому фільм характеризувався як «інертний і нездатний скористатися всіма його найкращими рисами».
Джонні Олексинський писав у газеті «New York Post», що кожен фільм про трансформерів мусить перевершити в видовищах попередній, даючи передбачуваний, але все ж розвиток. «Час звіроботів» цього не робить, а вплив максималів у ньому «мінімальний». Фільм не приносить нічого нового до франшизи, він повторює сюжетні ходи та сцени з попередніх фільмів.
Браян Лоурі для CNN описав: «Після знімання перших п'яти фільмів продюсер Майкл Бей передав інструментарій Стівену Кейплу-молодшому без будь-яких помітних змін у тоні чи стилі». «Трансформери» завжди були демонстрацією візуальних ефектів, проте «Часові звіроботів» бракує дотепності «Бамблбі», а спроба надати Міражеві комічної героїчності здебільшого не вдається. Замість розповідати власну історію, «Час звіроботів» більше лишає зачіпки для іншої, а тому «не викликає особливого ентузіазму».
Микита Казимиров у ITC.ua писав: «Новинка не дивує, не шокує і навіть не особливо захоплює, що все-таки траплялося у випадку з попередніми частинами». Слугуючи рекламою іграшок, «Час звіроботів» перевантажений сюжетними лініями і має «занадто стерильний і безідейний вигляд» екшену. Якщо фільми Майкла Бея, попри холодний прийом критиків, мали популярність у глядачів, то цей фільм «скоріше викликає легке збентеження» своєю звичайністю та вторинністю.
Згідно з Мариною Григоренко з УНІАН, це «Яскраве шоу, з видовищними спецефектами, простенькими жартами та купою штампів. І є чимало глядачів, яким це подобалося, подобається і буде подобатися.» Разом із тим «Якщо в „Бамблбі“ вісімдесяті роки були показані надзвичайно вдало — з одягом, музикою та усім іншим, характерним для того часу, то у випадку з новинкою цього року — в принципі, не так вже й помітно, що події відбуваються у 90-х».